# Ciné 220

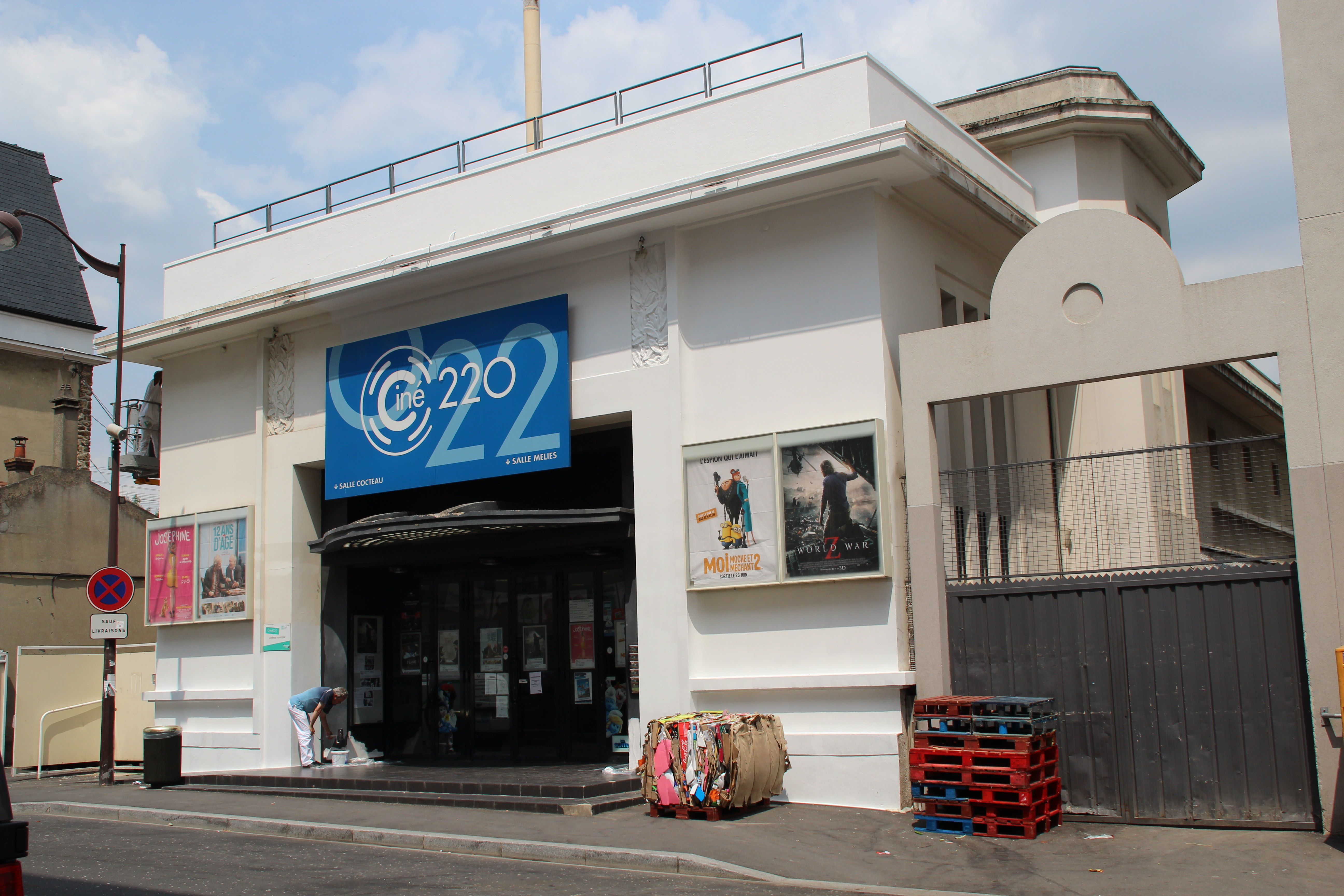
Ciné 220 in Brétigny-sur-Orge

Das Ciné 220 ist ein Kino in Brétigny-sur-Orge, einer französischen Gemeinde im Département Essonne in der Region Île-de-France. Es steht an der Nr. 3 Rue Anatole France.
Das Gebäude im Stil des Art déco mit zwei Sälen wurde in den 1930er Jahren von der Gemeinde errichtet. Das in den letzten Jahren umfassend renovierte Programmkino zeigt ganzjährig alte und neue Filme unter der Verantwortung und Finanzierung der Gemeinde.